# Communauté de communes des Villes Sœurs
La communauté de communes des Villes Sœurs est une communauté de communes française, située dans les départements de la Seine-Maritime, en région Normandie, et de la Somme, dans les Hauts-de-France.

## Historique
La communauté est créée par arrêté préfectoral du 31 décembre 1999 et regroupe alors les six communes d'Eu, Ponts-et-Marais, Le Tréport, Mers-les-Bains, Oust-Marest et Saint-Quentin-Lamotte, dans le but de créer une zone industrielle. Cette intercommunalité est alors baptisée communauté de communes du Gros Jacques (du nom du lieu-dit qui allait accueillir le secteur d'activité).
En 2003, douze nouvelles communes adhèrent à la communauté : Allenay, Ault, Beauchamps, Bouvaincourt-sur-Bresle, Dargnies, Étalondes, Flocques, Friaucourt, Incheville, Longroy, Millebosc et Woignarue. Elles sont suivies en janvier 2005 par Buigny-lès-Gamaches et Embreville, puis enfin par Gamaches le 1er janvier 2009.
Son nom est modifié le 23 février 2009 par le conseil communautaire afin de ne pas être associé au Gros Jacques, comploteur[Quand ?] contre l'empereur[Lequel ?] en faveur du roi[Lequel ?], et pour mieux correspondre à la nature de ses compétences, qui sont loin de se limiter à la gestion et au développement d'un parc d'activité. Elle devient alors la « communauté de communes interrégionale de Bresle maritime ».
Dans le cadre de l'approfondissement de la coopération intercommunale prévu par la loi portant nouvelle organisation territoriale de la République (Loi NOTRe) du 7 août 2015, le projet de schéma départemental de coopération intercommunale présenté par le préfet de Seine-Maritime le 2 octobre 2015 prévoyait la fusion des « communautés de communes d’Yères et Plateaux (7 801 habitants), Bresle Maritime (32 542 habitants), de Blangy-sur-Bresle (14 702 habitants) et du canton d’Aumale (7 073 habitants) ». Cette fusion est rejetée par la plupart des intercommunalités concernées, qui proposent d'autres fusions,,.
Le 1er janvier 2017, conformément au SDCI de la Seine-Maritime adopté en octobre 2016, la communauté de communes interrégionale de Bresle maritime est étendue à sept communes de l'ancienne communauté de communes d'Yères et Plateaux venant de la Seine-Maritime : Baromesnil, Criel-sur-Mer, Le Mesnil-Réaume, Melleville, Monchy-sur-Eu, Saint-Pierre-en-Val, Saint-Rémy-Boscrocourt. Elle change alors une nouvelle fois de nom pour prendre celui de « communauté de communes des Villes Sœurs ».

## Toponymie
L'appellation Villes sœurs correspond au nom des trois villes, centre du projet : Eu, Mers, Le Tréport.

## Territoire communautaire

### Géographie
Située dans le nord-ouest du département de la Seine-Maritime, la communauté de communes des Villes Sœurs regroupe 28 communes, dont 13 situées dans le département de la Somme, les autres étant situées dans la Seine-Maritime, de part et d'autre de l'embouchure de la Bresle, et s'étend sur 214,8 km2.

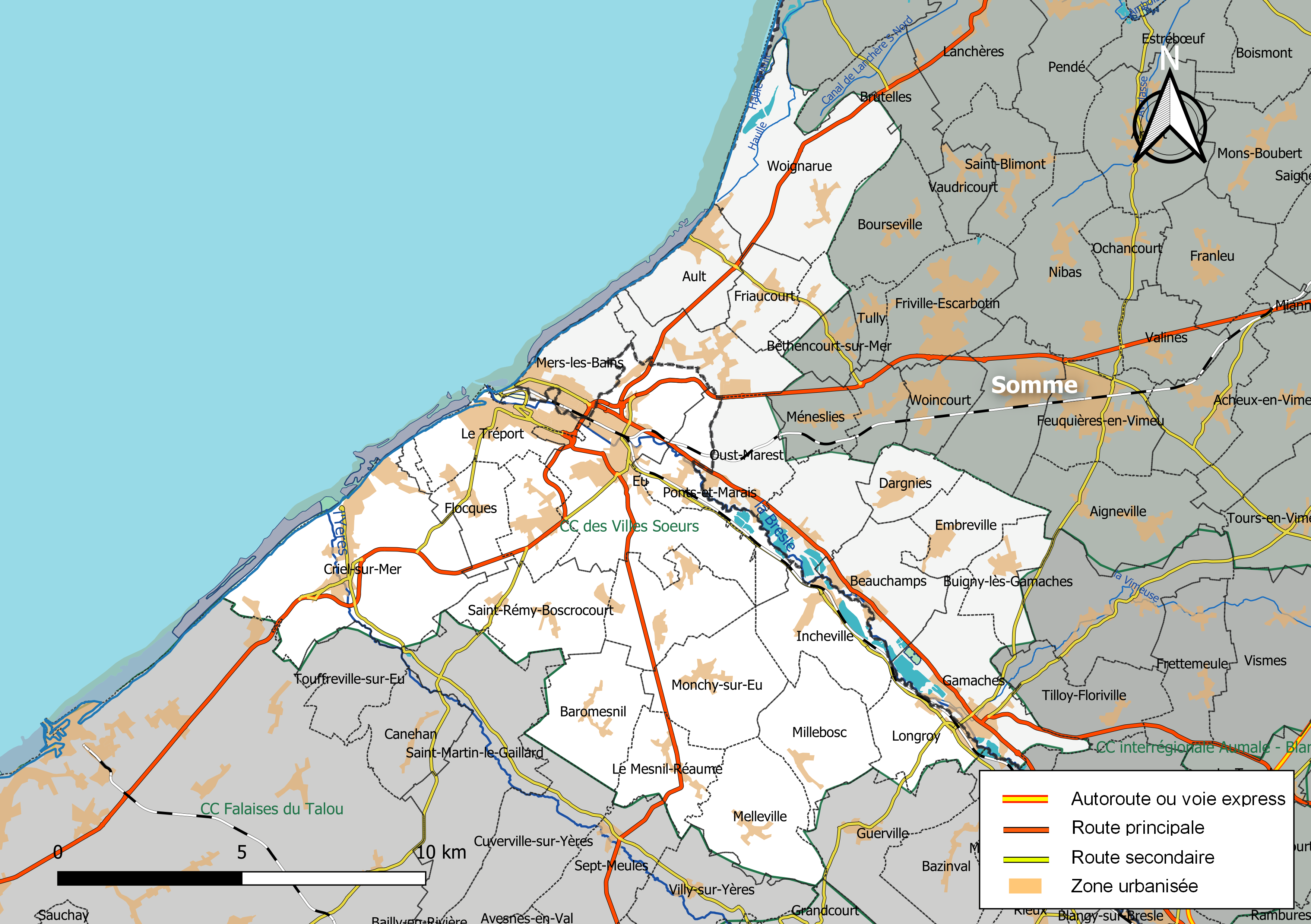
Carte de la communauté de communes des Villes Sœurs au 1er janvier 2019.

### Composition
En 2022, la communauté de communes est composée des 28 communes suivantes :

| Nom                                    | Code Insee | Gentilé              | Superficie (km2) | Population (dernière pop. légale) | Densité (hab./km2) |
| -------------------------------------- | ---------- | -------------------- | ---------------- | --------------------------------- | ------------------ |
| Eu (siège)                             | 76255      | Eudois               | 17,93            | 6 541 (2022)                      | 365                |
| Allenay                                | 80018      | Allenaysiens         | 2,18             | 252 (2022)                        | 116                |
| Ault                                   | 80039      | Aultois              | 5,99             | 1 369 (2022)                      | 229                |
| Baromesnil                             | 76058      | Baromesnilois        | 7,98             | 212 (2022)                        | 27                 |
| Beauchamps                             | 80063      |                      | 7,22             | 943 (2022)                        | 131                |
| Bouvaincourt-sur-Bresle                | 80127      | Bouvaincourtois      | 6,82             | 800 (2022)                        | 117                |
| Buigny-lès-Gamaches                    | 80148      | Bistiers             | 4,77             | 392 (2022)                        | 82                 |
| Criel-sur-Mer                          | 76192      | Crielois             | 21,12            | 2 592 (2022)                      | 123                |
| Dargnies                               | 80235      | Dargniens            | 3,67             | 1 150 (2022)                      | 313                |
| Embreville                             | 80265      | Embrevillois         | 5,33             | 561 (2022)                        | 105                |
| Étalondes                              | 76252      | Étalondais           | 4,63             | 1 071 (2022)                      | 231                |
| Flocques                               | 76266      | Flocquais            | 4,93             | 720 (2022)                        | 146                |
| Friaucourt                             | 80364      | Friaucourtois        | 4,16             | 692 (2022)                        | 166                |
| Gamaches                               | 80373      | Gamachois            | 9,92             | 2 421 (2022)                      | 244                |
| Incheville                             | 76374      | Inchevillois         | 7,89             | 1 138 (2022)                      | 144                |
| Longroy                                | 76394      | Longroisiens         | 5,32             | 629 (2022)                        | 118                |
| Melleville                             | 76422      | Mellevillois         | 9,09             | 261 (2022)                        | 29                 |
| Mers-les-Bains                         | 80533      | Mersois              | 5,39             | 2 536 (2022)                      | 471                |
| Le Mesnil-Réaume                       | 76435      | Mesnillais           | 5,55             | 802 (2022)                        | 145                |
| Millebosc                              | 76438      | Millebostiers        | 7,91             | 238 (2022)                        | 30                 |
| Monchy-sur-Eu                          | 76442      | Monchois             | 8,99             | 554 (2022)                        | 62                 |
| Oust-Marest                            | 80613      |                      | 5,8              | 612 (2022)                        | 106                |
| Ponts-et-Marais                        | 76507      | Pontois              | 5,9              | 801 (2022)                        | 136                |
| Saint-Pierre-en-Val                    | 76638      | Saint-Pierre-Vallais | 7,73             | 1 091 (2022)                      | 141                |
| Saint-Quentin-la-Motte-Croix-au-Bailly | 80714      | Croisiens            | 6,91             | 1 265 (2022)                      | 183                |
| Saint-Rémy-Boscrocourt                 | 76644      | Rémois               | 8,37             | 801 (2022)                        | 96                 |
| Le Tréport                             | 76711      | Tréportais           | 6,77             | 4 417 (2022)                      | 652                |
| Woignarue                              | 80826      |                      | 16,51            | 751 (2022)                        | 45                 |

### Démographie
| 1968   | 1975   | 1982   | 1990   | 1999   | 2008   | 2013   | 2019   |
| ------ | ------ | ------ | ------ | ------ | ------ | ------ | ------ |
| 39 402 | 42 397 | 41 621 | 41 313 | 40 819 | 40 103 | 38 656 | 36 512 |

## Organisation

### Siège
Le siège de la communauté est fixé à Eu, 12 avenue Jacques Anquetil.

### Élus
La communauté de communes est administrée par son conseil communautaire, composé, pour la mandature 2020-2026, de 50 membres, qui sont des conseillers municipaux représentant chacune des communes membres et répartis sensiblement en fonction de leur population de la manière suivante : 

- 10 délégués pour Eu ;

- 6 délégués pour Le Tréport ; 

- 4 délégués pour Mers-les-Bains ;

- 3 délégués pour Gamaches ;

- 2 délégués pour Ault ;

- 1 délégué ou son suppléant pour les autres communes.

Au terme des élections municipales de 2020, le conseil communautaire restructuré a élu son nouveau président, Eddie Facque , maire de Flocques, ainsi que ses 9 vice-présidents, qui sont :
1. Laurent Jacques, maire du Tréport ;
2. Michel Barbier, maire d'Eu ;
3. Michel Delépine, maire de Mers-les-Bains ;
4. Jean-Paul Mongne, maire de Gamaches ;
5. Marcel Le Moigne, maire d'Ault ;
6. José Marchetti, maire d'Incheville ;
7. Raynald Boulenger , maire de Saint-Quentin-la-Motte ;
8. Bruno Saintyves, maire du Mesnil-Réaumes ;
9. Jean-Pierre Troley, maire de Longroy.

Le bureau communautaire pour la mandature 2020-2026 est constitué du président, des 9 vice-présidents et de 5 coinseilles communautaires délégués : Jérémy Moreau (Buigny-lès-Gamaches), Martine Douay (Saint-Rémy-Boscrocourt), Daniel Cavé (Embreville), Jean-Jacques Louvel (adjoint au Tréport), Jean-Claude Davergne (Oust-Marest) .

### Liste des présidents
| Période       | Période                    | Identité                   | Étiquette | Qualité                                                                                        |
| ------------- | -------------------------- | -------------------------- | --------- | ---------------------------------------------------------------------------------------------- |
| 2000          | 2008                       | M. Camille Marcan-Dumesnil |           | Maire de Saint-Quentin-la-Motte-Croix-au-Bailly (1983 → 2008)                                  |
| 2008          | juillet 2020               | Alain Brière,              | PS        | Professeur retraité Maire de Beauchamps (1995 → 2020)                                          |
| juillet 2020, | En cours (au 29 juin 2022) | Eddie Facque               | PCF       | Coordinateur de maintenance dans une grande entreprise de verrerie Maire de Flocques (2008 → ) |

### Compétences
L'intercommunalité exerce les compétences qui lui ont été transférées par les communes membres, dans les conditions fixées par le code général des collectivités territoriales. À compter de 2018, il s'agit de :
- Aménagement de l'espace pour la conduite d'actions d'intérêt communautaire : plan local d'urbanisme intercommunal (PLUI), schéma de cohérence territoriale (SCOT), participation aux procédures partenariales et contractuelles visant à élaborer et à mettre en œuvre une stratégie de développement du territoire à l'échelle pertinente (PETR, Projet Intercommunautaire, Bassin de vie ou d'emploi)
- Développement économique : zones d'activité, actions de développement ou de soutien aux activités économiques ou commerciales d'intérêt communautaire, promotion du tourisme, chemins de randonnées, commercialisation de produits touristiques, coordination et accompagnement des socio-professionnels et des partenaires touristiques ;
- Environnement : collecte, tri et traitement des déchets ménagers ;
- Aires d'accueil des gens du voyage ;
- Gestion des milieux aquatiques et prévention des inondations (GEMAPI) : entretien et aménagement de bassins hydrauliques, lacs et rivières, défense contre les inondations et contre la mer, protection et restauration des sites, des écosystèmes aquatiques et des zones riveraines
- Équipements culturels et sportifs « d'intérêt  communautaire »  et équipements d'enseignement pré-élémentaire et élémentaire « d'intérêt  communautaire » ;
- Action sociale d'intérêt communautaire et santé : action en faveur des jeunes via les missions locales d'insertion et PLIE, partenariats avec les associations ou organismes chargés de favoriser l'accès à l'emploi ou à la formation professionnelle des habitants du territoire, centre intercommunal d'action sociale (CIAS), Réalisation et suivi du contrat local de santé, contrat intercommunal de sécurité et de prévention de la délinquance, personnes âgées, aides à la personne ;
- Politique du logement et du cadre de vie :élaboration d'un programme local de l'habitat (PLH)
- Maison de services au public
- Signalétique matérialisant le territoire communautaire ou développant son image de haute qualité environnementale.
- Voiries, espaces verts et espaces publics du Parc Environnemental d'activités Bresle Maritime, de la zone d' activité de St Pierre-en-Val, ou de toute zone de compétence communautaire ;
- Petite Enfance, enfance et jeunesse : BAFA-BAFD, Relais d'assistant(e)s maternel(le)s, structures d'accueil de la petite enfance du territoire, conventionnées (multi-accueil, crèche ou structures équivalentes d'accueil collectif), accueils de loisirs, accueils de jeunes, de chantiers jeunes, de séjours, d'accueils collectifs des mineurs...
- Apprentissage scolaire (classes maternelles et élémentaires) de la natation et transport des scolaires vers les piscines ;
- Réseaux de communications électroniques et promotion des usages en matière de technologies de l'information et de la communication ;
- Mise en réseau des bibliothèques du territoire communautaire et gestion de ce réseau ;
- Application du droit des sols (instruction des demandes d'autorisation d'urbanisme) ;
- Financement  des services départementaux d'incendie et de secours ;
- Maîtrise  des eaux pluviales et de ruissellement  et lutte contre l'érosion des sols.

### Régime fiscal et budget
La Communauté de communes est un établissement public de coopération intercommunale à fiscalité propre.
Afin de financer l'exercice de ses compétences, l'intercommunalité perçoit la fiscalité professionnelle unique (FPU) – qui a succédé à la taxe professionnelle unique (TPU) – et assure une péréquation de ressources entre les communes résidentielles et celles dotées de zones d'activité.
Elle perçoit également une taxe d'enlèvement des ordures ménagères (REOM), qui finance le fonctionnement de ce service public.
L'intercommunalité ne verse pas de dotation de solidarité communautaire (DSC) à ses communes membres.

## Projets et réalisations
Conformément aux dispositions légales, une communauté de communes a pour objet d'associer des « communes au sein d'un espace de solidarité, en vue de l'élaboration d'un projet commun de développement et d'aménagement de l'espace ».
La CCVS anime une maison des services publics labellisée France, implantée dans son siège, à Eu, et qui facilite l'accès des habitants avec la CAF, la CNAM, la CNAV, la MSA, l’AGIRC-ARRCO, Pôle Emploi, la Caisse de retraites, les impôts, la Poste, les services des ministères de l’Intérieur, de la Justice et de la Direction générale des finances publique.
En matière touristique, la CCVS a achevé la réalisation du chemin de randonnée entre Verre et Mer, qui relie Le Tréport à Gamaches et Longroy, et qui constitue l'axe structurant des déplacements doux du territoire et a vocation à être connecté à d'autres itinéraires. Elle a racheté une partie des locaux de la gare du Tréport - Mers, et a lancé en 2022 une étude pour définir leur future destination.
A l'été 2022, la CCVS  met en place un système de transport à la demande gratuit desservant ses 28 communes au moyen de 3 lignes de minibus desservant 47 points d'arrêt, afin de faciliter l'accès des habitants aux trois villes d'Eu, Le Tréport et Mers-les-Bains et à leurs équipements. Le coût de  ce service opéré par l’Oiseau bleu pour la partie transport et Transdev pour la partie réservation, est évalué  à 235 000 €,. On peut considérer que ce service est une lointaine résurgence de l'ancien tramway Eu - Mers-les-Bains / Le Tréport.
La CCVS a indiqué en 2022 soutenir le projet de construction d’un nouveau centre hospitalier et d’un nouvel établissement d'hébergement pour personnes âgées dépendantes (EHPAD), destiné à remplacer l'équipement actuel, vétuste et situé en zone rouge du plan de prévention des risques naturels de la  basse vallée de la Bresle, qui ne permet pas sa réhabilitation. Une nouvelle localisation est donc envisagée sur les hauteurs, à la limite des communes de Eu et d’Étalondes. La CCVS pourrait ainsi intervenir dans les acquisitions des terrains nécessaires et en adaptant le document d'urbanisme.